# Stranger in This Town
Stranger in This Town ist das erste Solo-Album von Richie Sambora, dem Gitarristen der US-amerikanischen Rock-Band Bon Jovi. Es erschien 1991. Sambora wurde unterstützt von seinen Band-Kollegen David Bryan und Tico Torres;  als Bassist ist Tony Levin zu hören. Den Gesang übernahm bei allen Liedern des Albums Sambora selbst.

## Musikstil
Das Album ist sehr durch den Blues beeinflusst, was im Gegensatz zum „Bon-Jovi-Sound“ steht, der eher eine positive Stimmung aufweist, weshalb dieses Projekt nicht innerhalb der Band in Angriff genommen wurde. Auch wenn Kritiken das Album lobten, war es nicht besonders erfolgreich. Durch Stranger In This Town konnte Richie auch eigene Fans abseits von Bon Jovi gewinnen, und auch die meisten Bon-Jovi-Fans waren von dem Solo-Album positiv überrascht.
Neben Blues hat Richie Sambora einige Einflüsse klassischer Musik in sein Album aufgenommen. So kommt der erste Titel Rest in Peace einer Ouvertüre gleich und Ballad of Youth habe ein „klassisches“ Intro und The Answer einen „klassischen“ Riff.

## Entstehung
Nach den aufreibenden Welttourneen im Zusammenhang mit den Erfolgen von Slippery When Wet und New Jersey machte Bon Jovi Anfang 1990 eine Pause. Sowohl Jon Bon Jovi als auch Richie Sambora und David Bryan brachten in der Zeit Solo-Alben heraus.
Eigentlich hatte Bob Rock, Assistent von Bruce Fairbairn, der die Alben Slippery When Wet und New Jersey produziert hatte, zugesagt, für Richie Sambora das Album zu produzieren. Allerdings hat Rock stattdessen für Metallica das Black Album produziert. Schließlich wurde für Stranger in This Town dann Neil Dorfsman gefunden, der zuvor schon mit Dire Straits und Sting als Produzent zusammengearbeitet hatte.
Während der Bandpause hatte Richie Sambora auch wieder Kontakt zu den Mitgliedern von seiner ersten Band Shark Frenzy, mit denen er zusammen Coversongs in Bars gespielt hatte. So haben Tom Marolda und Bruce Foster an einigen Songs des Albums mitgearbeitet.

## Trackliste
1. Rest in Peace (Richie Sambora, David Bryan) – 3:47
2. Church of Desire (Sambora) – 6:09
3. Stranger in This Town (Sambora, Bryan) – 6:15
4. Ballad of Youth (Sambora, Tom Marolda) – 3:55
5. One Light Burning (Sambora, Marolda, Bruce Foster) – 5:51
6. Mr. Bluesman (Sambora) – 5:16
7. Rosie (Jon Bon Jovi, Sambora, Desmond Child, Diane Warren) – 4:51
8. River of Love (Sambora) – 5:11
9. Father Time (Sambora, Child) – 6:05
10. The Answer (Sambora, Foster) – 5:07
11. Wind Cries Mary (Jimi Hendrix) – 5:57 / When a Blind Man Cries (Deep Purple) – 5:31

Wind Cries Mary und When A Blind Man Cries sind Cover-Versionen und als Bonustracks nicht auf allen Versionen enthalten und nur als japanischer Import erhältlich.

### Songinformationen
Rosie ist eine Version eines Liedes, das für das Band-Album New Jersey geschrieben wurde. Das Album war eigentlich als Doppelalbum geplant, ist aber nicht realisiert worden. Eine Band-Version ist als Bootleg im Umlauf.
Der Song Mr. Bluesman beschreibt eine ideelle Version eines Blues-Gitarristen („And when he’d bend a note/a tear would fill my eyes“) und, wie Richie selbst nun Musiker ist („Now I make my living as a music man“). Für diesen Song konnte er sein musikalisches Vorbild Eric Clapton gewinnen, der ein Gitarrensolo in diesem Lied spielt.

“I also wrote this song about a young boy wanting to be like his mentor. And it was me wanting to be like him [erg. Eric Clapton].”

„Ich habe diesen Song über einen Jungen geschrieben, der wie sein Mentor sein wollte. Und das war ich, der so sein wollte wie er [erg. Eric Clapton].“

Mit 19 Jahren hat Richie Sambora angefangen, an The Answer zu schreiben und hat den Song erst 12 Jahre später vollendet. Der Gitarren-Riff ist eigentlich am Klavier entstanden, und erst später hat Richie ihn auf die Gitarre übertragen.
Ähnlich wie bei Jon Bon Jovi viele Songs seines Solo-Albums Blaze of Glory aggressiver sind, weil er das Gefühl hatte, dass er durch den Ruhm nach dem kommerziellen Durchbruch die Unschuld im Musikbusiness verloren habe, so ist das Lied Stranger in This Town der Ausdruck dafür, wie Richie Sambora sich zu jener Zeit seines Lebens gefühlt hat.